# 姜富子
姜富子（1941年2月8日—），韓國女演員。
姜富子於1971年擔任韓國放送演技者協會副會長，並在1993年2月至1996年5月間為韓國國會第14屆議員，1994年6月擔任國會女性特別委員會委員。（黨籍為統一國民黨，後政黨改組為新民黨及自由民主聯合）

## 演出作品

### 電視劇
- 1987年：KBS《思母曲》
- 1996年：KBS《澡堂老板家的男人们》 饰演 李姬子
- 2000年：SBS《茱麗葉的男朋友》
- 2001年：MBC《火花》飾演 之賢的婆婆
- 2002年：KBS《張禧嬪》飾演 莊烈王后 趙氏
- 2003年：MBC《屋塔房小貓》
- 2003年：KBS《黃色手帕》
- 2003年：SBS《完整的愛》
- 2004年：KBS《我的寶貝子女》
- 2004年：SBS《選擇》
- 2005年：KBS《悲傷啊，再見！》
- 2005年：MBC《我們應對離別的方式》
- 2006年：KBS《春日華爾滋》
- 2006年：SBS《我也要去》飾演 朴氏
- 2007年：KBS《幸福的女人》飾演 孫英順
- 2007年：SBS《謝謝》飾演 姜菊子
- 2007年：KBS《春暖花開的時候》
- 2007年：MBC《鹽巴娃娃》
- 2008年：KBS《媽媽發怒了》飾演 羅二石
- 2008年：MBC《愛你，別哭》飾演 任英順
- 2009年：MBC《做得好 做的妙》
- 2009年：tvN《三個男人》
- 2011年：MBC《絕不認輸》
- 2011年：MBC《不屈的兒媳婦》飾演 崔末女
- 2012年：KBS《順藤而上的你》飾演 全末禮
- 2013年：SBS《結婚三次的女人》飾演 孫菩薩
- 2014年：MBC《我人生的春天》飾演 羅賢淑
- 2015年：SBS《我有愛人了》飾演 南巧祿
- 2016年：SBS《對，就是那樣》飾演 金淑子
- 2018年：MBC《與神的約定》飾演 李必南
- 2019年：JTBC《巧克力》飾演 韓容雪
- 2023年：KBS2《真的出現了！》飾演 殷琴瑟

### 電影
- 1966年：《試著觸摸吧》
- 1969年：《主人》
- 1969年：《冬天夫人》
- 1970年：《Coming To America》
- 1983年：《妻子》
- 1991年：《愛的眼淚》
- 2003年：《The Crescent Moon》
- 2003年：《OGU:Hillarious Mourning》
- 2005年：《新月和夜船》

## 外部連結
- 姜富子在NAVER上的资料
- 姜富子在韩国电影数据库（KMDb）上的資料（韓語）